# وليام شاباس
وليام شاباس خبير كندي في القانون الدولي، ترأس لجنة الأمم المتحدة لحقوق الإنسان، وأستاذ القانون الدولي في جامعة ميدل سيكس في لندن وأستاذ في جامعة كيبيك في مونتريال، وواحد من المتخصصين القانونيين في القضايا القانونيّة المتعلّقة بجرائم الحرب وحكم الإعدام.

## النشأة والتعليم
ولد في 19 نوفمبر، 1950 بمدينة أونتاريو الكندية وتنتمي عائلته لجذور أشكنازية، شغلت والدته منصب عميد كلية العلوم في جامعة تورونتو. والده، عزرا شاباس، هو الموسيقار الكندي الأمريكي
انتقل مع أسرته إلى تورونتو في عام 1952 وحصل على البكالوريوس والماجستير في التاريخ من جامعة تورنتو ، وليسانس في الحقوق، وماجستير في القانون ودكتوراه في القانون من جامعة مونتريال . كما تم منحه شهادة دكتوراه فخرية من عدة جامعات.
في عام 2009 انتخب رئيسا للجمعية الدولية لعلماء الإبادة الجماعية .وهو عضو في الأكاديمية الملكية الايرلندية.

## التحقيق في الحرب على غزة
في عام 2014 عين شاباس رئيساً لجنة التحقيق الدولية في دور إسرائيل في الحرب على غزة، لكنه قدم استقالته من لجنة التحقيق في الثالث من فبراير 2015 بعد الضغوط الإسرائيلية والأمريكية. رحبت إسرائيل بهذه الاستقالة، بينما تأسفت السلطة الفلسطينية على ذلك.